# 三色旗球場
三色旗球場（Mapei Stadium – Città del Tricolore） (義大利語發音：[tʃitˈta ddel trikoˈloːre]) 是位於意大利的雷焦艾米利亚的多功能體育場。它目前是意甲的U.S. Sassuolo和意乙的A.C. Reggiana的主場。
體育場可容納21,525人，於1995年建成，取代了Stadio Mirabello。它於2012年3月11日被命名為Stadio Città del Tricolore，此前曾被稱為Stadio Giglio。2013年7月8日，由於所有權原因（由Mapei從Reggio Emilia市購買），體育場被賦予了當前的名稱.
在2020年11月20日，這個體育場舉辦2020年意大利超級盃，由祖雲達斯迎戰拿坡里；2021年4月2日舉辦2021年意大利盃決賽，由亞特蘭大迎戰祖雲達斯。